# Jealous Ones Still Envy 2 (J.O.S.E. 2)
Jealous Ones Still Envy (J.O.S.E.) 2 jest dziewiątym studyjnym albumem amerykańskiego rapera Fat Joego.

## Lista utworów
| #  | Tytuł                                                | Producent(ci)                  | Czas |
| -- | ---------------------------------------------------- | ------------------------------ | ---- |
| 1  | "Winding On Me" (featuring Lil Wayne & Ron Browz)    | Ron Browz                      | 4:01 |
| 2  | "Joey Don't Do It"                                   | DJ Infamous                    | 2:18 |
| 3  | "One" (featuring Akon)                               | The Inkredibles                | 3:52 |
| 4  | "Aloha" (featuring Pleasure P & Rico Love)           | Rico Love                      | 3:59 |
| 5  | "Put Ya In Da Game" (featuring T-Pain & OZ)          | Schife & OhZee                 | 4:22 |
| 6  | "Congratulations" (featuring Rico Love & T.A.)       | Eric Hudson                    | 4:37 |
| 7  | "Porn Star" (featuring Lil Kim)                      | Jim Jonsin                     | 3:56 |
| 8  | "Cupcake" (featuring Benisour)                       | Schife & OhZee                 | 4:45 |
| 9  | "Ice Cream" (featuring Raekwon & T.A.)               | T-Weed                         | 4:34 |
| 10 | "Okay Okay"                                          | Andrews "Drew" Correa, G-Boi   | 4:02 |
| 11 | "Blackout" (featuring Swizz Beatz & Rob Cash of KAR) | Omen The Beatsmith & DJ Buttah | 3:42 |
| 12 | "Music" (feat. Cherlise)                             | DJ Infamous                    | 4:24 |

## Notowania albumu
| Lista (2008)                          | Pozycja |
| ------------------------------------- | ------- |
| U.S. Billboard 200                    | 73      |
| U.S. Billboard Top R&B/Hip-Hop Albums | 74      |